# Fuentesaúco de Fuentidueña
Fuentesaúco de Fuentidueña ist ein Ort und eine nordspanische Gemeinde (municipio) mit 223 Einwohnern (Stand: 2024) in der Provinz Segovia in der Autonomen Gemeinschaft Kastilien-León.

## Lage und Klima
Die Gemeinde Fuentesaúco de Fuentidueña liegt etwa 55 km (Fahrtstrecke) nördlich von Segovia in einer mittleren Höhe von ca. 890 m. Das Klima ist im Winter rau, im Sommer dagegen gemäßigt bis warm; Regen (ca. 499 mm/Jahr) fällt übers Jahr verteilt.

## Bevölkerungsentwicklung
| Jahr      | 1970 | 1981 | 1991 | 2001 | 2011 | 2021 |
| Einwohner | 918  | 788  | 406  | 307  | 274  | 234  |

## Sehenswürdigkeiten

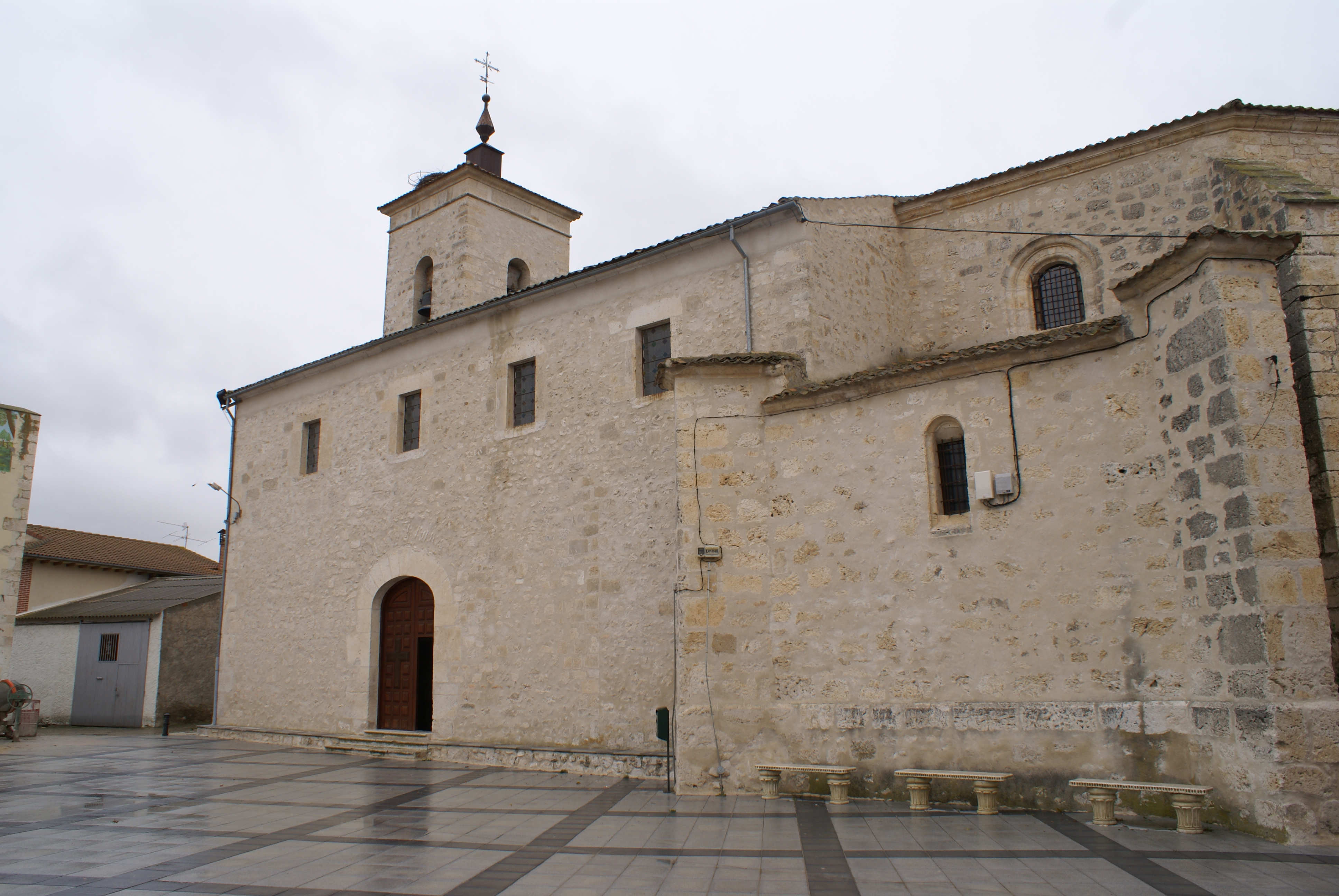
Dominikuskirche

- Dominikuskirche